# German Journal of Human Resource Management
Die Zeitschrift German Journal of Human Resource Management (GHRM, vormals: Zeitschrift für Personalforschung, ZfP) wurde 1987 von einer Gruppe anerkannter Wissenschaftler aus dem deutschsprachigen Raum gegründet. Zu dem Zeitpunkt war sie die einzige Zeitschrift außerhalb der Vereinigten Staaten und Großbritanniens, die wirtschaftswissenschaftliche Aufsätze zum Thema Human Resource Management (Personalmanagement, Personalökonomie, Arbeitsbeziehungen und Verhalten in Organisationen) veröffentlicht hat und im Social Science Citation Index (SSCI) gelistet war.
Seit Jahrgang 30 (2016) erscheint die ZfP bei SAGE Publications in englischer Sprache unter dem Titel German Journal of Human Resource Management: Zeitschrift für Personalforschung. Sie publiziert nach double-blind review Verfahren englischsprachige Beiträge, die konzeptionell ausgerichtet sein können oder denen qualitative und/oder quantitative Forschungsdesigns zugrunde liegen. Die Schwerpunkthefte der letzten Jahre waren Organizational Working Time Regimes: Managerial, Occupational and Institutional Perspectives on Extreme Work (2018), herausgegeben von Blagoy Blagoev, Sara Louise Muhr, Renate Ortlieb, Georg Schreyögg; Human Resource Management in Family Firms (2019), herausgegeben von Christina Hoon, Andreas Hack, Franz W. Kellermanns; Research Paradigms in International Human Resource Management (2020), herausgegeben von Jaime Bonache & Marion Festing; Always On, Never Done? How the Mind Recovers after a Stressful Work Day (2021), herausgegeben von Johannes Wendsche, Jessica de Bloom, Christine Syrek, Tim Vahle-Heinz. Editors-in-chief des GHRM (seit 2016) waren Michael Müller-Camen, Christian Grund und Renate Ortlieb. Aktuelle Herausgeber sind Marion Festing und Axel Haunschild.
2019 konnte das German Journal of Human Resource Management einen  Impact Factor von 1548 vorweisen (Fünf-Jahres-Impact-Factor). Es wurde noch als primär deutschsprachige Zeitschrift für Personalforschung im Jourqual Ranking des VHB 2015 C gerankt, Ende 2020 war das German Journal of Human Resource Management im australischen ABDC-Ranking als B eingeordnet, und es ist ein 2*-Journal nach der britischen ABS Liste (Stand 2020).